# A Wind Named Amnesia
«Вітер на ім'я Амнезія» (яп. 風の名はアムネジア, Кадзе но на ва амунедзіа) — науково-фантастичний роман японського письменника Хідеюкі Кікуті, що вийшов у видавництві Asahi Sonorama в 1983 році. 1990 року за сюжетом книги було знято однойменне аніме режисера Кадзуо Ямадзакі. Сценарій адаптовано Кендзі Куратою і самим Кадзуо Ямадзакі. Аніме в США і Великій Британії було ліцензовано компаніями Central Park Media і Manga Entertainment, книгу випущено видавництвом Dark Horse Comics у грудні 2009 року.

## Сюжет
Дія відбувається в постапокаліптичному майбутньому. Вітер амнезії стер всі людські знання, і людство занурилося в темряву невігластва, тому що люди забули, як використовувати блага сучасної цивілізації і навіть розучилися розмовляти. Земляни відкинуті до часів печерної людини. Через два роки після подуву вітру 16-річний юнак рятує прикутого до інвалідного крісла Джонні, якого не торкнулась амнезія.

## Ролі озвучували
- Кадзукі Яо[en] — Ватару
- Кейко Тода[ru] — Софія
- Каппей Ямагуті[ru] — Джонні
- Норіко Хідака[ru] — Ліза
- Осаму Сака[en] — Сімпсон
- Юко Міта — Сюе
- Дайсуке Горі[ru] — Маленький Джон